# Stor-Gråssjön
Stor-Gråssjön är en sjö i Östersunds kommun i Jämtland och ingår i Ljungans huvudavrinningsområde. Sjön har en area på 0,192 kvadratkilometer och ligger 369,4 meter över havet. Sjön avvattnas av vattendraget Grässjöbäcken.

## Delavrinningsområde
Stor-Gråssjön ingår i det delavrinningsområde (699649-145838) som SMHI kallar för Mynnar i Hållborgsån. Medelhöjden är 372 meter över havet och ytan är 11,2 kvadratkilometer. Det finns inga avrinningsområden uppströms utan avrinningsområdet är högsta punkten. Grässjöbäcken som avvattnar avrinningsområdet har biflödesordning 4, vilket innebär att vattnet flödar genom totalt 4 vattendrag innan det når havet efter 241 kilometer. Avrinningsområdet består mestadels av skog (77 procent) och sankmarker (12 procent). Avrinningsområdet har 0,39 kvadratkilometer vattenytor vilket ger det en sjöprocent på 3,4 procent.